# Гонятичі-Колонія
Гонятичі-Колонія (пол. Honiatycze-Kolonia) — село в Польщі, у гміні Вербковичі Грубешівського повіту Люблінського воєводства.
Населення — 151 особа (2011).

## Історія
У 1975—1998 роках село належало до Замойського воєводства.

## Демографія
Демографічна структура станом на 31 березня 2011 року:
|          | Загалом | Допрацездатний вік | Працездатний вік | Постпрацездатний вік |
| -------- | ------- | ------------------ | ---------------- | -------------------- |
| Чоловіки | 71      | 11                 | 49               | 11                   |
| Жінки    | 80      | 12                 | 35               | 33                   |
| Разом    | 151     | 23                 | 84               | 44                   |